# STS–125
Az STS–125 az amerikai űrrepülőgép-program 124., az Atlantis űrrepülőgép 30. repülése.

## Küldetése
Az űrszolgálat célja a Hubble űrtávcső ötödik és egyben utolsó (SM–4 jelű) karbantartása volt. A karbantartás során három műszert, hat giroszkópot és akkumulátorokat cseréltek az űrteleszkópon. A javítás után a Hubble a tervek szerint 2013-ig kellett üzemelnie.

## Jellemzői
A beépített kanadai Canadarm (RMS) manipulátorkar 50 méter kinyúlást biztosított (műholdak indítás/elfogása, külső munkák [kutatás, szerelések], hővédőpajzs külső ellenőrzése) a műszaki szolgálat teljesítéséhez. Az Orbiter Boom Sensor System (OBSS) rendszerrel újabb 15 méterrel meghosszabbították a manipulátor kinyúlási távolságát.

## Személyzet
(zárójelben a repülések száma az STS–125 küldetéssel együtt)
- Scott Douglas Altman (4, többek között az SM–3B), parancsnok
- Gregory Carl Johnson (1), pilóta
- John Mace Grunsfeld (5, többek között az SM–3A és az SM–3B), küldetésfelelős
- Katherine Megan McArthur (1), küldetésfelelős
- Michael James Massimino (2, többek között az SM–3B), küldetésfelelős
- Andrew Jay Feustel (1), küldetésfelelős
- Michael Timothy Good (1), küldetésfelelős

A legénység három tagja is részt vett már korábban a Hubble szervizelésében. Altman szintén parancsnoki beosztásban vezette 2002-ben az STS–109 (SM–3B) jelű küldetést, amely a legutóbbi karbantartási misszió volt. Grunsfeld két alkalommal is részt vett a Hubble javításában: az STS–103 (SM–3A) és az STS–109 jelű repülések során összesen öt alkalommal tett űrsétát. Massimino Altman és Grunsfeld társa volt az STS–109 során, és két űrsétát tudhat a háta mögött.

## A küldetés

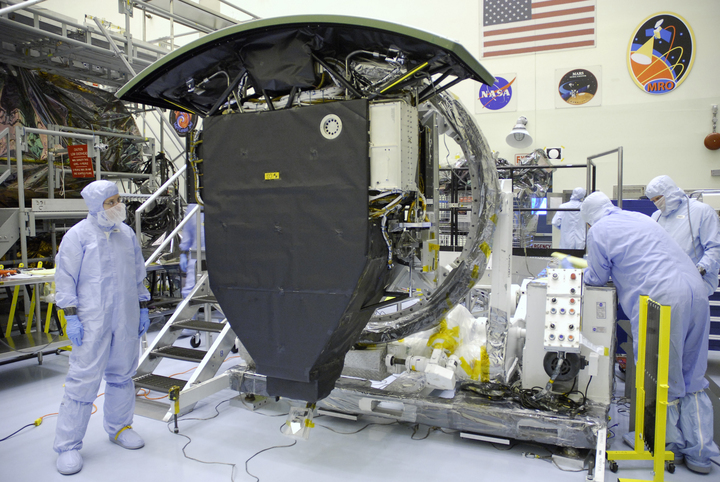
A beépített egyik műszer, a Wide Field Camera 3

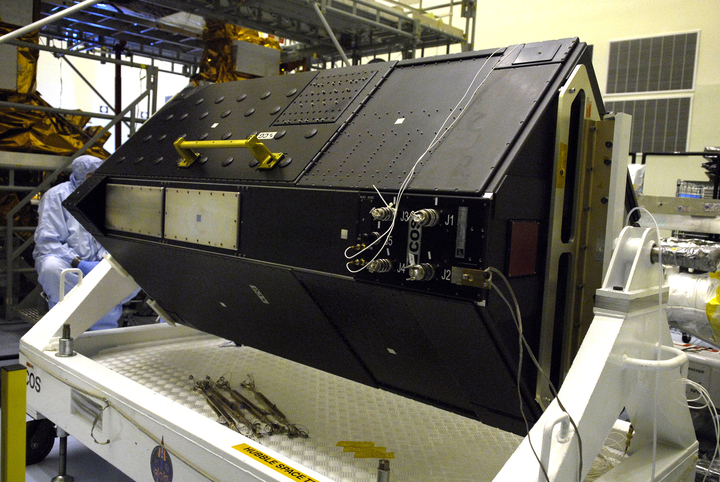
A Cosmic Origins Spectrograph

Az űrrepülés során összesen öt űrsétát terveztek, melynek során a Hubble űrtávcsövet még legalább öt évnyi működésre készítették fel.
- Az Advanced Camera for Surveys (ACS) és a Space Telescope Imaging Spectrograph (STIS) nagyjavítása
- A Cosmic Origins Spectrograph (COS) beépítése a Corrective Optics Space Telescope Axial Replacement (COSTAR) korrekciós optika helyére. A korrekciós rendszerre már nincs szükség, mert a többi, később beépített beépített berendezést a távcső megvalósult optikájának megfelelően tervezték.
- A Wide Field Camera 3 beépítése a Wide Field Planetary Camera 2 (WFPC2) helyére. A WFPC2-t és a COSTAR-t a Földre visszaszállításukat követően a Smithsonian Institutionban állítják ki.[2]
- Az űrtávcső helyzetét stabilizáló hat giroszkóp cseréje
- A Ni-H akkumulátorok cseréje
- A két adatkezelő számítógépes rendszer egyikének teljes cseréje
- Irányérzékelő cseréje
- Szigetelés felújítása
- Rögzítőelem felhelyezése, melynek segítségével az űrtávcsőhöz könnyebben kapcsolódhatnak űreszközök.[3]

## Előkészületek

### 2008 ősze: az indítás meghiúsul

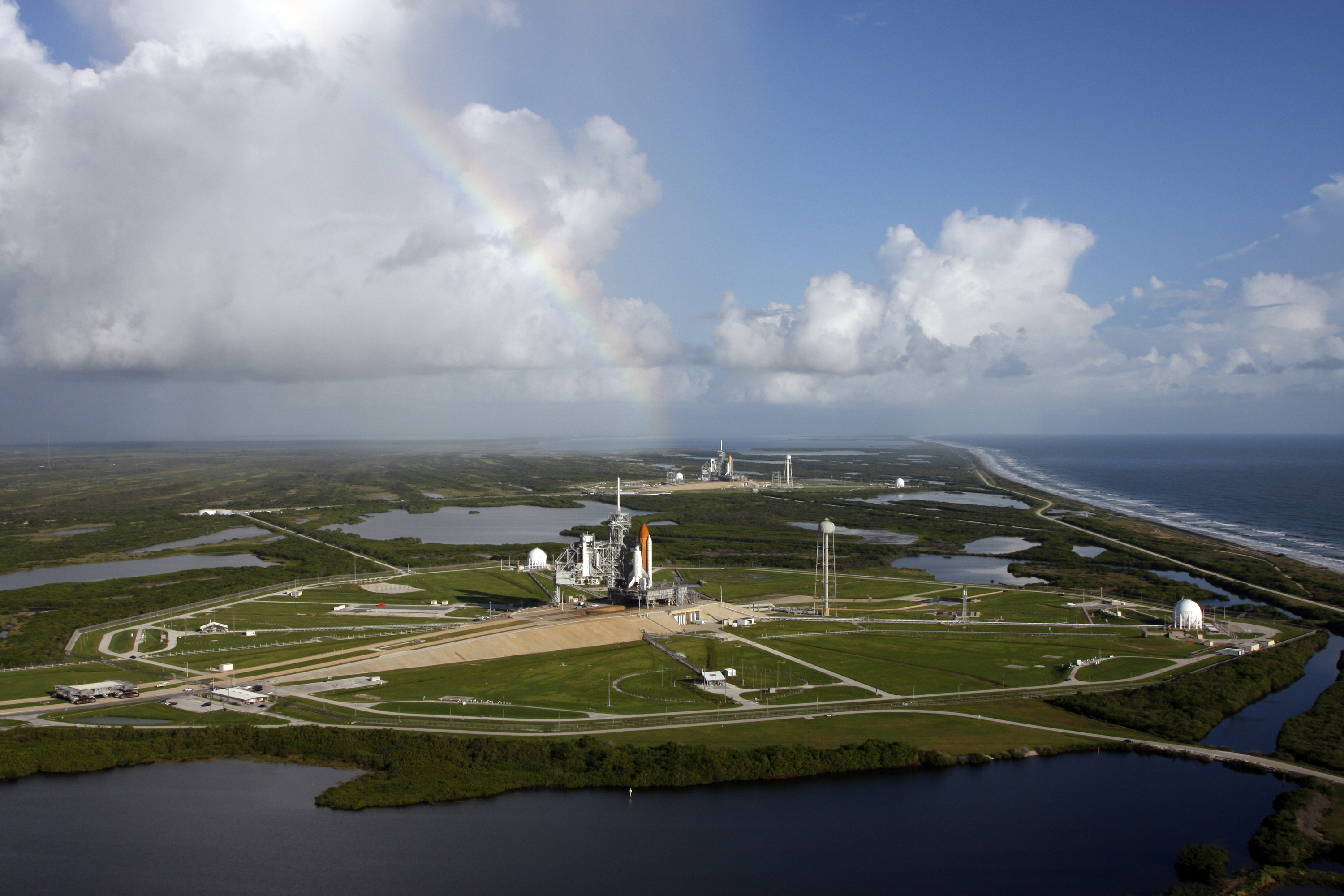
Az Atlantis (előtérben) és az Endeavour (háttérben, STS–400 vagy STS–126) az indítóállványon

Az STS–125 jelű küldetésre eredetileg a Discovery űrrepülőgépet jelölték ki, az indulást pedig 2008 augusztusára tervezték. A külső üzemanyagtartály összeszerelése során bekövetkezett késedelem miatt a felszállást októberre halasztották.
Az Atlantist augusztus 22-én szállították át a VAB-ba és szerelték össze a külső üzemanyagtartállyal és a gyorsítórakétákkal. Szeptember 4-én a összeszerelt űrjármű az indítóállásra került. Szeptember 29-én a küldetést meghatározatlan időre elhalasztották, mert a Hubble újabb műszereivel adódtak gondok, és ezt is meg kellett javítani. A csúszás miatt az űrrepülőgépet október 20-án elszállították az indítóállványról. Mivel a küldetés alatt egy másik űrrepülőgépnek is indulásra készen kell állnia vészhelyzet esetére, ezért csak olyan indítási időpont választható, ami időben közel esik egy másik Shuttle-repüléshez (így az STS–125 után a készen álló másik gép repüli a következő küldetést). A tartalék műszerek és az űrhajósok további felkészítése nem tudott februárra készen lenni, ezért az indítást 2008. november elején 2009. május 12-ére tűzték ki, ami több mint féléves csúszást jelent.

### 2009 tavasza
Az Atlantist 2009. március 31-én szállították ki az LC–39A indítóálláshoz, tartaléka az Endeavour, melyet április 17-én állították az LC–39B állásra, amennyiben az Atlantis a Föld körüli pályán meghibásodik, ezt indítják, hogy a vészhelyzetbe került asztronautákat lehozza a Földre. Amennyiben erre nem kerül sor, az Endeavour az STS–127 küldetést repüli, 2009 júniusában, az indítóállvány foglaltsága miatt csúszik az Ares I–X kísérleti indítása.

## Repülés

### Első nap, május 11., indítás

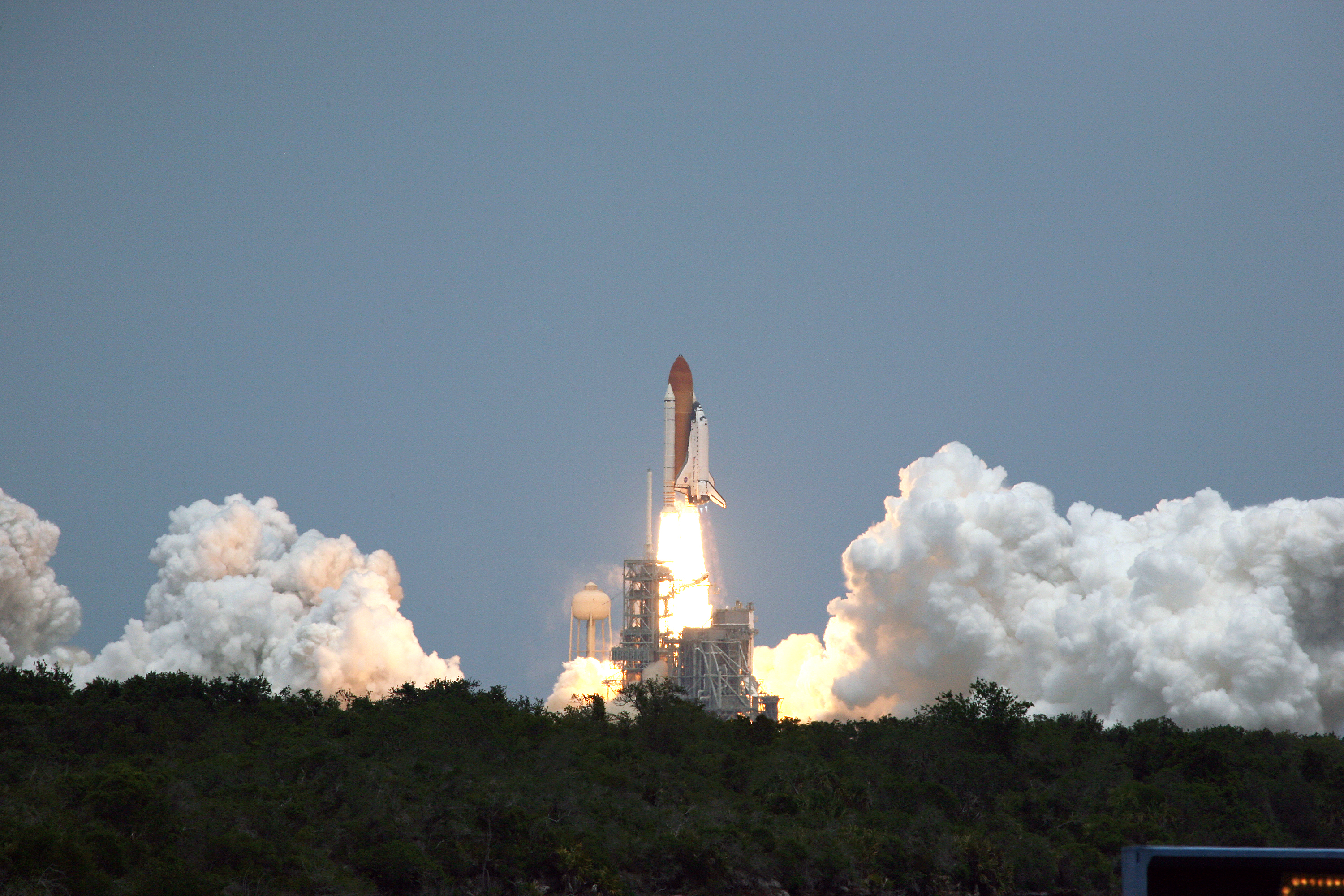
Az Atlantis űrrepülőgép indítása

2009. május 11-én magyar idő szerint 20:01-kor a szilárd hajtóanyagú gyorsítórakéták, Solid Rocket Booster(SRB) segítségével Floridából, a Cape Canaveral (KSC) Kennedy Űrközpontból, a LC39–A (LC–Launch Complex) jelű indítóállványról emelkedett a magasba. Az orbitális pályája 97 perces, 28,5 fokos hajlásszögű, elliptikus pálya perigeuma 486 kilométer, az apogeuma 578 kilométer volt. Felszálló tömeg indításkor 119 823 kilogramm, leszálló tömeg 102 530 kilogramm. Szállított hasznos teher 13 104 kilogramm. A Föld körüli pálya elérése után kinyitották a raktér ajtaját, mert ennek belső felén vannak az űrrepülőgép hűtését biztosító radiátorok, emellett a nagy sebességű kommunikációt biztosító Ku-sávú antenna is a rakodótér belsejében van. Aktiválták a robotkart, melynek segítségével másnap sort keríthettek a külső burkolat ellenőrzésére.

#### Mentési terv
Az STS–107 katasztrófáját követően bevezették a mentő űrrepülőgép STS–3xx – (STS–400)/Szojuz űrhajó készenlétét. A mentő űrrepülőgép négy fővel indulva hozna vissza űrhajósokat, illetve a Szojuz űrhajó két fordulóval tudna az űrállomáson rekedt űrhajósokból állományt menteni. Az Atlantis biztonságos landolását lehetetlenné tevő sérülés vagy meghibásodás esetén a Endeavour STS–127 jelű küldetése kísérelhette volna meg a legénység megmentését legkorábban négy nap múlva.

### Második nap, május 12.
A nap fő feladata a hővédő pajzs és az űrrepülőgép külső burkolatának ellenőrzése volt.

### Harmadik nap, május 13.

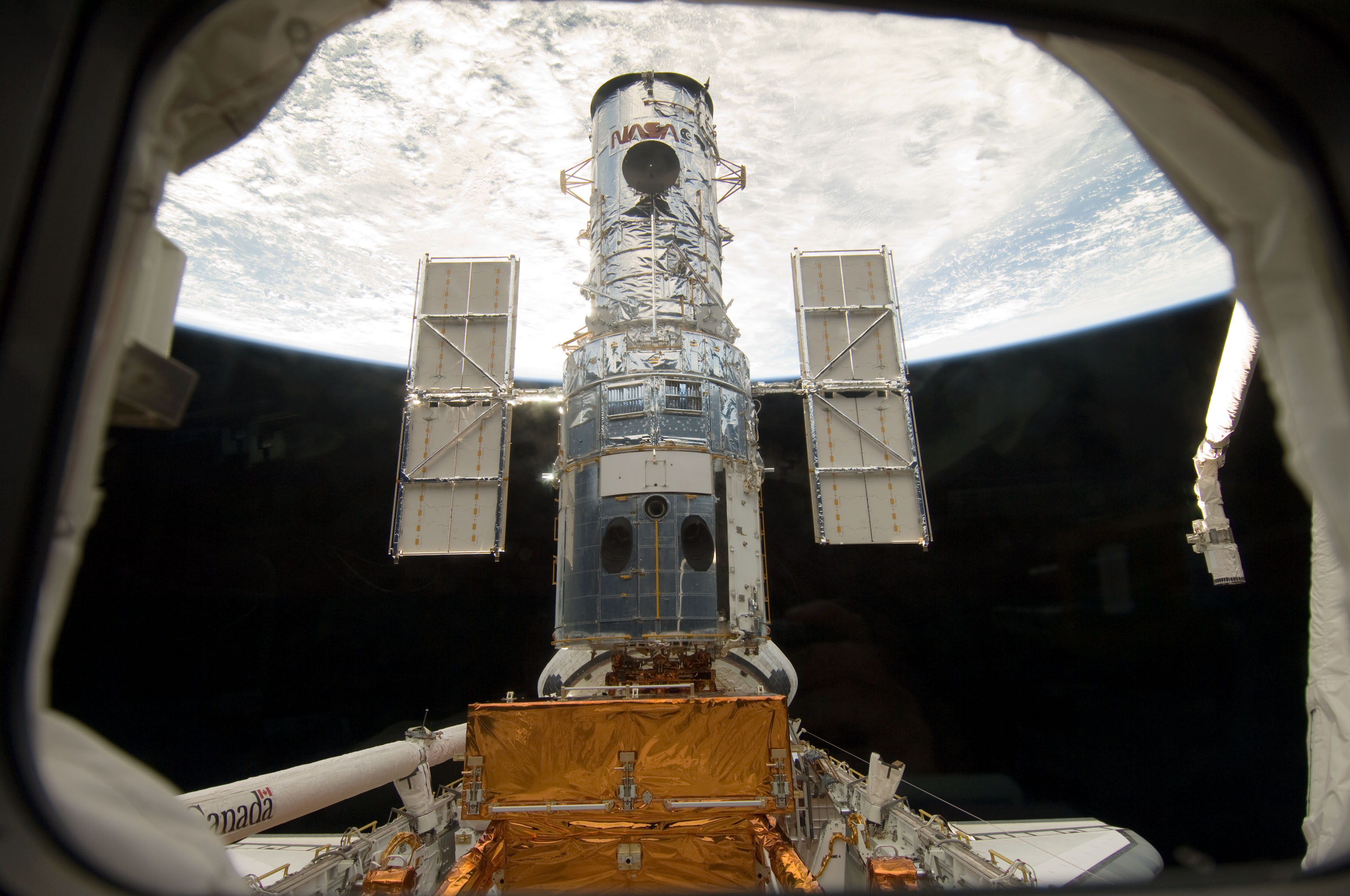
A Hubble űrtávcső a robotkaron, május 13-án

Az űrtávcső megközelítése után magyar idő szerint 19:13-kor a robotkar elfogta az űrtávcsövet, majd a két űrjármű elektromos rendszerét összekapcsolták, mert a szerelés idejére az űrrepülőgép látja el elektromos árammal az űrtávcsövet.

### Negyedik nap, május 14., EVA 1
Az első űrséta feladata a WFPC–2 kamera kicserélése volt a WFC–3-ra. A nehezen oldódó rögzítések miatt a tervezett hat és fél helyett hét és fél óráig tartó űrsétát John Grunsfeld és Andrew Feustel hajtotta végre. A WFC–3 mellett kicserélték a 2008-ban elromlott SIC&DH (Science Instrument Command and Data Handling Unit) adatkezelő számítógépet, valamint felszerelték a Soft Capture Mechanism dokkolószerkezetet, melyhez kapcsolódva élettartama végén az űrtávcsövet a földi légkörbe léptethetik. Az űrrepülőgépet egy kínai műholdromboló rakéta 2007-es tesztje által okozott űrszemét-darab 2,8 kilométerre megközelítette, de a földről követett törmelékdarab nem okozott veszélyhelyzetet.

### Ötödik nap, május 15., EVA 2
A második űrsétán Michael Massimino és Michael Good feladata az űrtávcsövet stabilizáló hat giroszkóp cseréje volt. Négyet sikerült kicserélni a tervezett módon, a maradék kettőt nem tudták beépíteni, így az űrrepülőgép rakterében tartalékban lévő, régebbi gyártású, kevésbé korszerű példányokat építették be, sikeresen. Emellett kicseréltek az űrtávcső hat akkumulátorából hármat.

### Hatodik nap, május 16., EVA 3

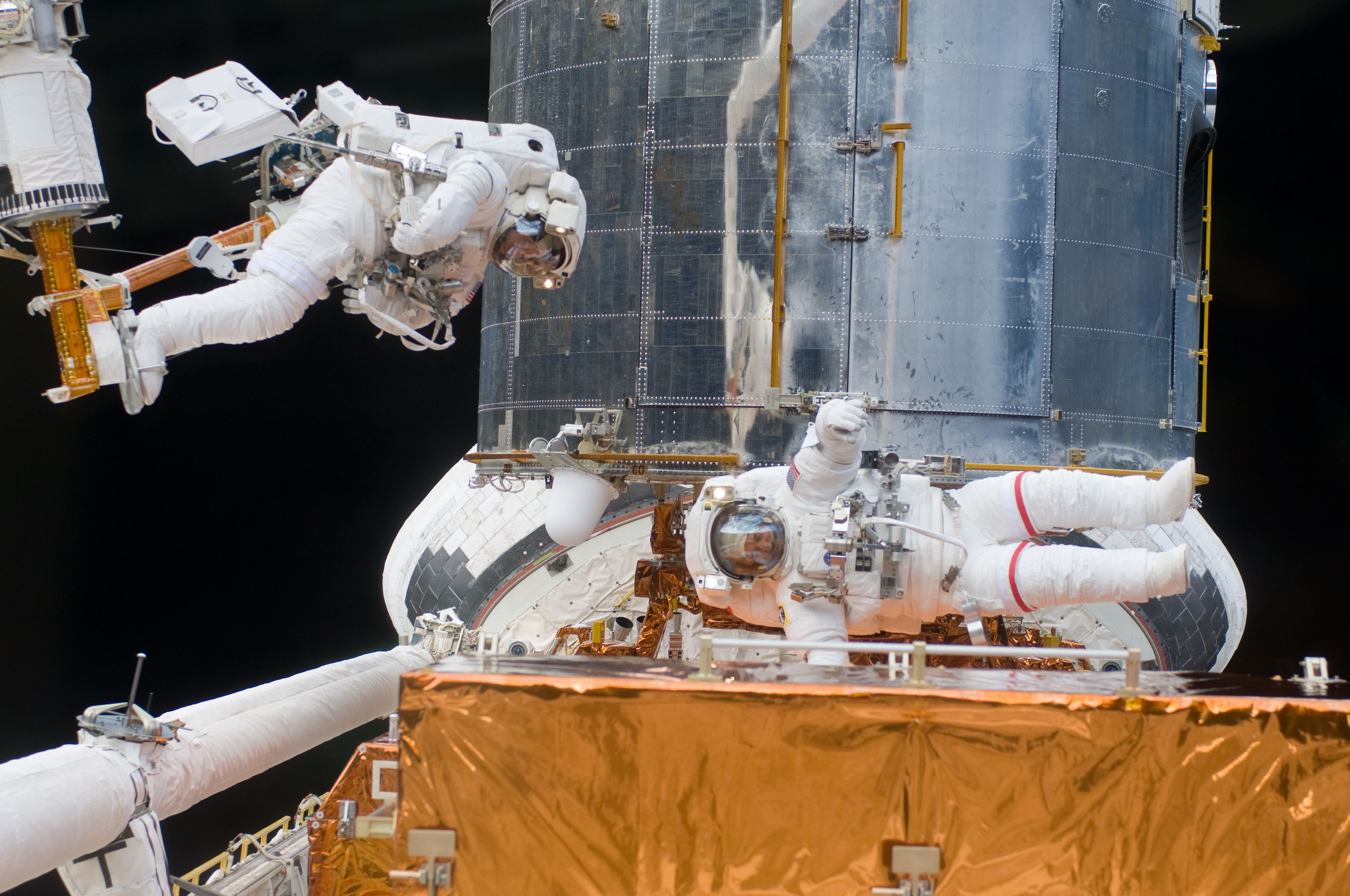
A harmadik űrséta közben Feustel (balra) a robotkaron áll, Grunsfeld pedig szemközt, a rakodótérben. A hátuk mögötti tükröződő felület az űrtávcső, Grunsfeld mögött az űrrepülőgép főhajtóműveinek borítása

John Grunsfeld és Andrew Feustel a 2007-ben elromlott ACS műszert cserélte ki, de a kamera három csatornájából egy nem működött.

### Hetedik nap, május 17., EVA 4

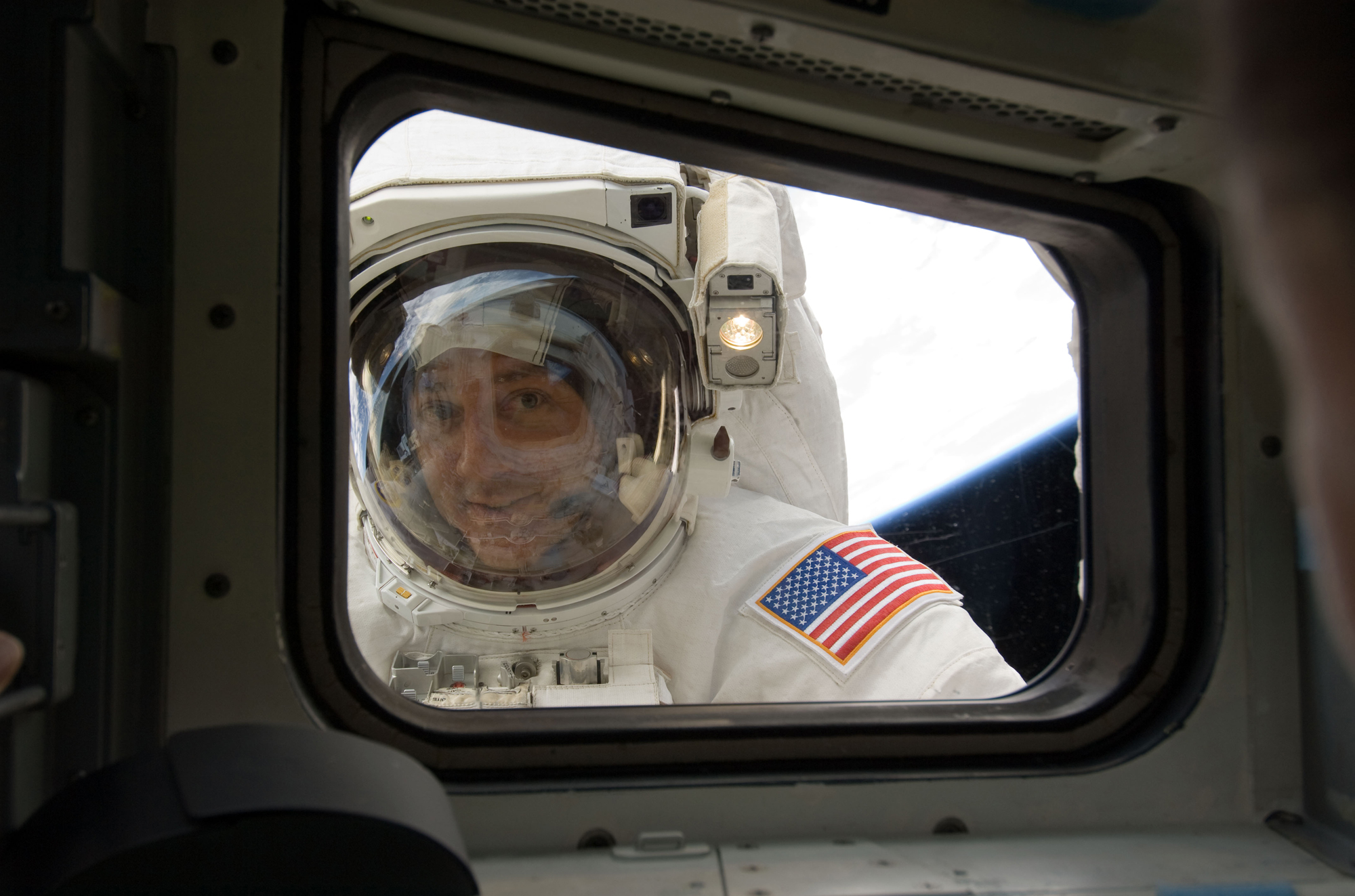
A negyedik űrséta közben Massimino benéz az űrrepülőgép ablakán

Michael Massimino és Michael Good az STIS spektrográf egy hibás áramköri kártyáját cserélték ki. A borítás egyik csavarja megszorult, emiatt azt óvatosan letépték. A hibás alkatrészek cseréjéhez 111 csavart kellett kicsavarni, mert az eszközt nem a világűrben történő szerelésre tervezték, a csavarokhoz tervezett célszerszámnak pedig csak a tartaléka működött. Ennek ellenére a földi irányítók már a felszerelés elrámolása közben jelezhették, hogy a munka sikeres volt, az STIS-t aktiválni tudták. Egy védőfólia rögzítését másnapra halasztották.

### Nyolcadik nap, május 18., EVA 5
Az utolsó űrsétán John Grunsfeld és Andrew Feustel kicserélte az űrtávcső hat akkumulátorából a második hármat, egy meghibásodott csillagérzékelőt, mely a pontos irányban tartáshoz szükséges, valamint a külső védőréteget javították ki két helyen. Az űrséta vége felé Grunsfeld véletlenül lelökte egy antenna védőfedelét, de ez egyszerűen visszarakható volt.

### Kilencedik nap, május 19.

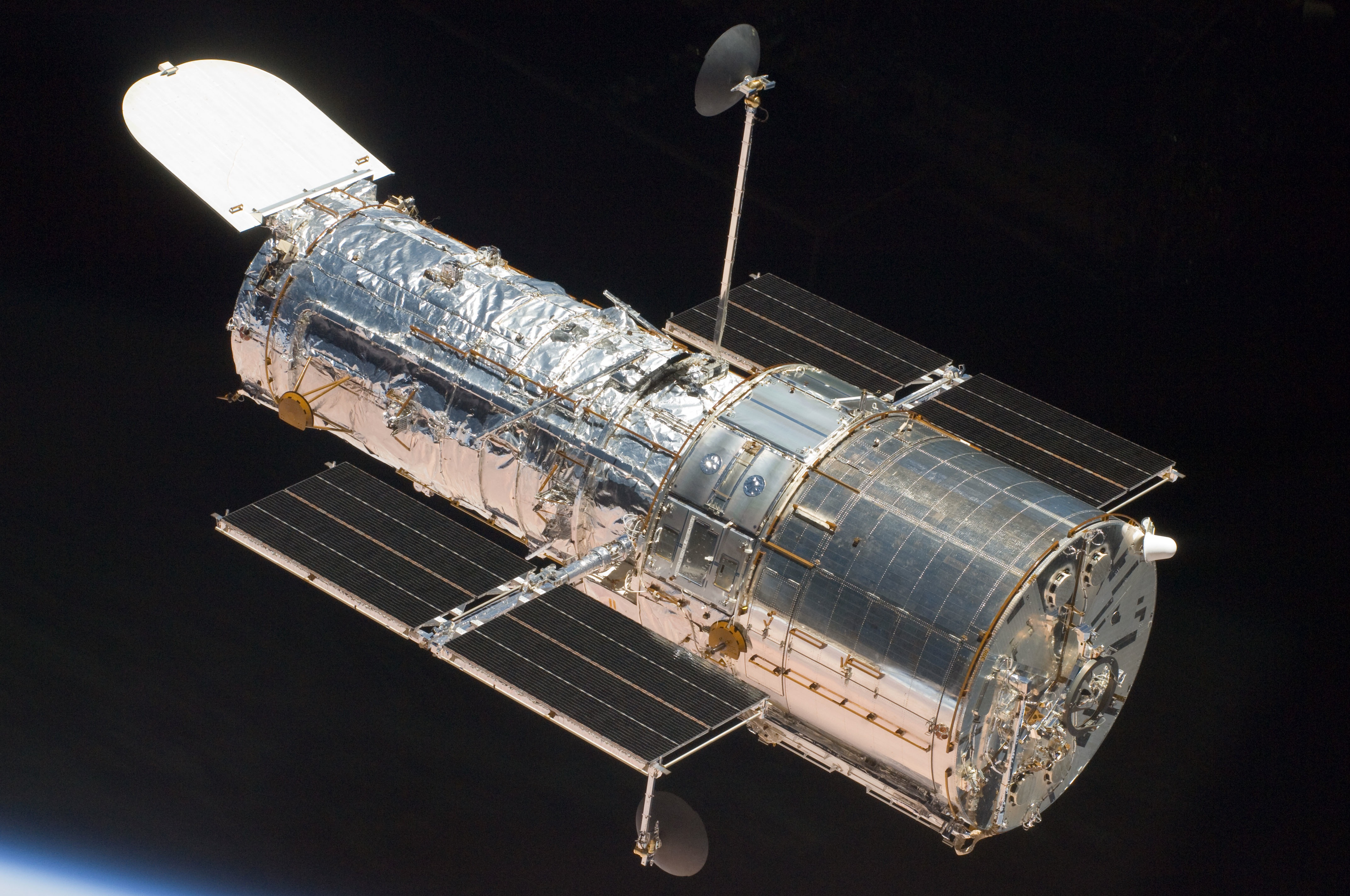
A Hubble űrtávcső a nagyjavítás után, már szabadon

Szabadonengedték az immár teljesen működőképes űrtávcsövet.

### Tizedik nap, május 20.
A program szerint végrehajtott Hubble karbantartást követően rövid pihenés következett, majd megkezdődött a leszállási felkészülés. Az űrhajósok sajtókonferenciát tartottak, riportoknak tettek eleget. Közvetlen kapcsolatot létesítettek a Nemzetközi Űrállomás 19. személyzetével. A Lyndon B. Johnson Űrközpont (JSC) meteorológiai jelentése alapján késedelmet szenved a visszatérés. Energiatakarékossági okok miatt a nem létfontosságú berendezéseket kikapcsolták. Az ügyeletben lévő mentőűrhajót nem helyezték készenlétbe. Barack Obama elnök telefonon megköszönte a sikeres küldetést.

### Tizenegyedik nap, május 21.
Gregory Johnson és a leszállást segítő legénység tagja a leszállás szimuláción gyakorolták az elkövetkezendő feladatokat. A legénység többi tagja szükségszerű ellenőrzéseket végzett az űrrepülőgépen. A legénység több űrhajóssal, az űrhajózás gazdasági hátterét biztosító kongresszusi képviselővel beszélt. Az időjárás továbbra sem kedvezett a leszállásnak.

### Tizenkettedik nap, május 22.
A leszállást egy nappal elhalasztották a kedvezőtlen időjárás miatt.

### Tizenharmadik nap, május 23.
A leszállást újabb egy nappal elhalasztották a floridai kedvezőtlen időjárásra hivatkozva. A legénységnek hétfőig van elegendő tartaléka, így nem okoz túl nagy gondot az űrhajósoknak a leszállás halasztása.

### Tizennegyedik nap, május 24., leszállás
2009. május 24-én magyar idő szerint 17:39-kor a Kaliforniában az Edwards légitámaszponton (AFB) szállt le. A küldetést nem akarták az utolsó lehetséges napig, hétfőig hosszabbítani, emiatt vállalták a drágább, kaliforniai leszállást. Egy különlegesen kialakított Boeing 747 tetején visszatért kiinduló bázisára, ennek ára mintegy 1,8 millió dollár volt. A két repülőgép május 31-én indult útnak, és többszöri leszállással (az űrrepülőgép tömege és nagy légellenállása miatt az utat nem lehet egyszerre megtenni) június 3-án szálltak le Floridában. Összesen 12 napot, 21 órát, 37 percet és 9 másodpercet töltött a világűrben. 8 500 000 kilométert (5 300 000 mérföldet) repült, 197 alkalommal kerülte meg a Földet.

## Űrséták

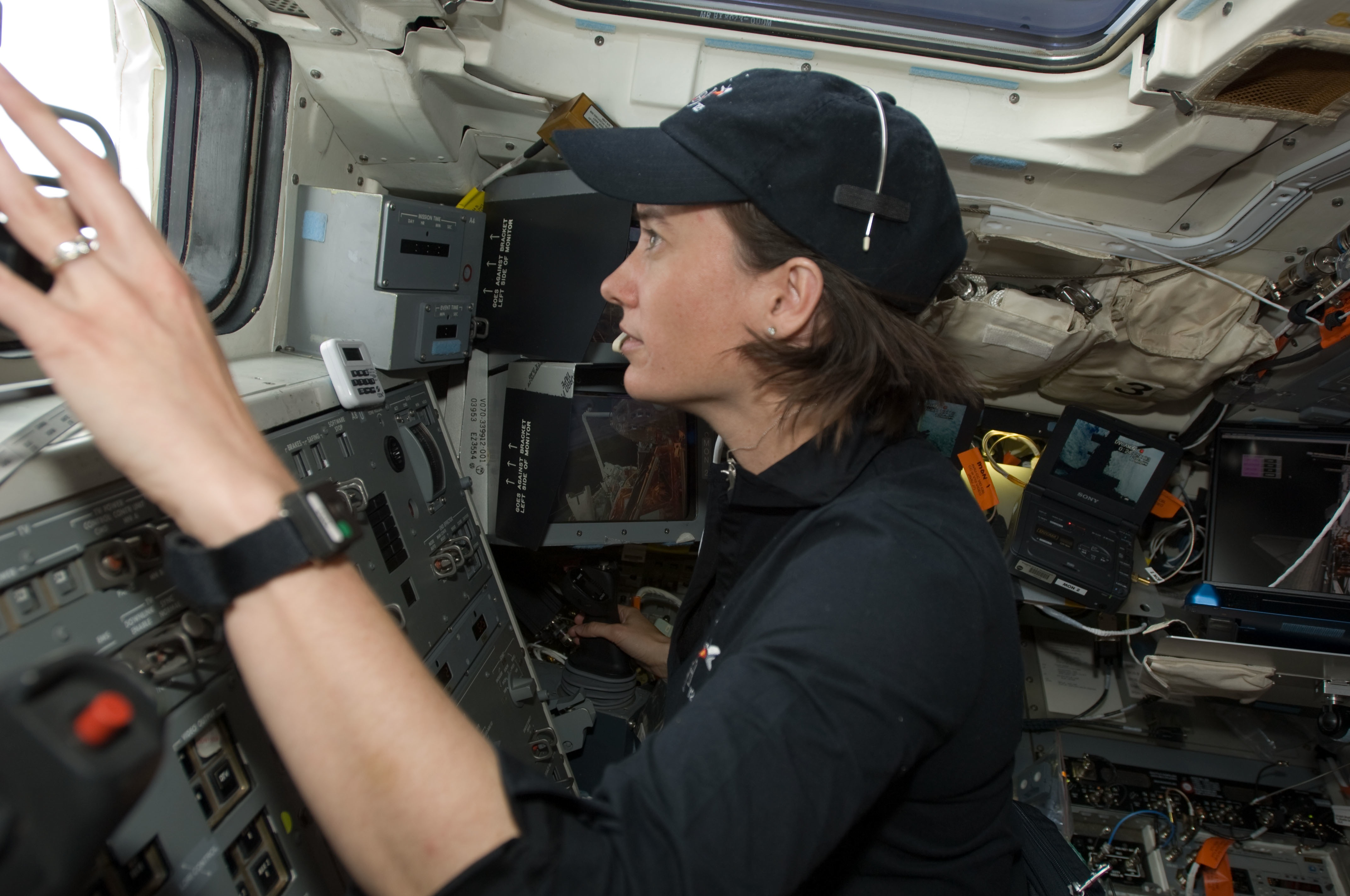
K. Megan McArthur a robotkarral dolgozik

- EVA 1: John M. Grunsfeld és Andrew J. Feustel (2009. május 14., 13:52-21:12 CET, 7 óra 20 perc)
- EVA 2: Michael J. Massimino és Michael T. Good (2009. május 15., 13:49-21:45 CET, 7 óra 56 perc)
- EVA 3: Grunsfeld és Feustel (2009. május 16., 14:35-21:11 CET, 6 óra 36 perc)
- EVA 4: Massimino és Good (2009. május 17., 14:45-22:47 CET, 8 óra 2 perc)
- EVA 5: Grunsfeld és Feustel (2009. május 18., 13:20-20:22 CET, tervezett: 7 óra 2 perc)

## Film
Az Atlantis fedélzetére terveztek egy IMAX kamerát is. 2007 őszén a Warner Bros. és az IMAX Corporation a NASA-val együttműködésben egy film elkészítését tűzte ki célul, amely a Hubble űrteleszkóp történetét volt hivatott bemutatni. Az IMAX cég korábban már több, űrkutatással foglalkozó dokumentumfilmet is készített, többek között a Magyarországon is bemutatott Űrállomás 3D címűt.